# Andrew Ng

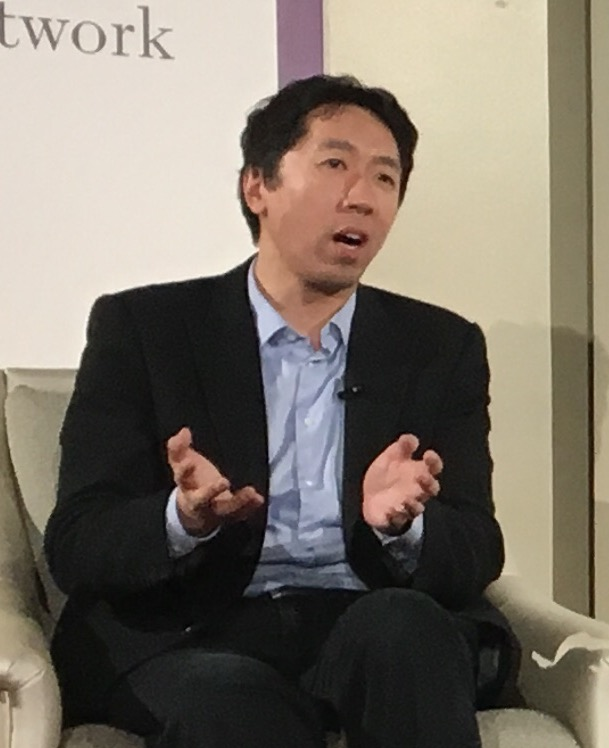
Andrew Ng

Andrew Ng (* 1976 in London, Vereinigtes Königreich) ist ein chinesisch-US-amerikanischer Informatiker. Er ist bekannt für seine Arbeiten zur Künstlichen Intelligenz und Robotik. Ng ist Mitgründer der Online-Lernplattform Coursera.

## Hintergrund und Wirken
Ngs Eltern stammen aus Hongkong, er wuchs dort und in Singapur auf. Er besuchte die Raffles Institution in Singapur mit dem Abschluss 1992 und studierte Informatik an der Carnegie Mellon University mit dem Bachelor-Abschluss 1997 und am Massachusetts Institute of Technology mit dem Master-Abschluss 1998. Ng wurde 2003 bei Michael I. Jordan an der University of California, Berkeley promoviert (mit der Dissertation „Shaping and Policy Search in Reinforcement Learning“). Im Jahre 2003 veröffentlichte er mit David Blei und Michael I. Jordan einen einflussreichen Aufsatz über Latent Dirichlet Allocation (LDA), ein einfaches System für Topic Modelling.
Danach lehrte er an der Stanford University, wo er bis zum Associate Professor aufstieg (später war er dort Adjunct Professor) und sich mit Maschinenlernen und Data Mining befasste. Unter anderem leitete er ein Projekt für einen autonomen Helikopter in Stanford und STAIR (Stanford Artificial Intelligence Robot), was zum Open Source Software-Paket für Robotik Robot Operating System (ROS) führte. 2007 wurde er bei der Alfred P. Sloan Foundation Stipendiat. 2008 startete er in Stanford das Stanford Engineering Everywhere (SEE) Programm, das Kurse kostenlos online stellte. In die Stanford-Kurse schrieben sich über 100.000 Studenten ein.
2008 wurde er vom MIT Technology Review unter die weltweiten 35 „Top Innovators“ gewählt. 2009 erhielt er den IJCAI Computers and Thought Award.
2011/12 arbeitete er für Google, wo er mit Jeff Dean und anderen das Google-Brain-Projekt für Deep-Learning-Techniken gründete und mit leitete. Dabei greifen künstliche neurale Netzwerke auf verteilte Datenbanken von Google zu. Ein Beispiel dafür ist Google Cat, in dem ein massives neuronales Netzwerk mit 1 Milliarde Parametern aus nicht geordneten Youtube-Videos lernte, Katzen zu entdecken.
Er ist ein Pionier der Massive Open Online Courses. 2012 gründete er mit Daphne Koller die Online-Lernplattform Coursera.
Ab 2014 war er bei der chinesischen Suchmaschinenfirma Baidu, wo er Projekte zu Anwendungen Künstlicher Intelligenz (KI) bei Big Data leitete. Er war dort Chief Scientist, Leiter der KI-Gruppe und Vizepräsident. Seine Gruppe führte zwei neue Geschäftsfelder bei Baidu ein: autonomes Fahren und die DuerOS Conversational Computing Platform. Im März 2017 kündigte er an Baidu zu verlassen.
Anfang 2018 gründete Ng den AI Fund, der initial eine Einlage von $175 Mio. Investitionen in Start-ups im Bereich künstliche Intelligenz aufbrachte. Der AI Fund sieht sich als Venture Studio. Der Fonds hilft bereits bei einem 3-monatigen Proof-of-Concept, und investiert bis zu einer Mio. USD in ein 12 Monatige Pre-Seed Phase. Im November 2021, Landing AI erhielt $57 Mio. in einer ersten Runde von Venture Kapital, angeführt von McRock Capital, um Herstellern das Einführen von Computer Vision zu ermöglichen.

## Auszeichnungen
- 2024: Honorary Fellowship der Royal Statistical Society.[8]